# Román személyazonosító igazolvány
A román személyazonosító igazolvány (románul: Carte de identitate) egy hivatalos személyazonosító okmány, amelyet minden Romániában lakóhellyel rendelkező román állampolgár számára állítanak ki. A személyazonosító igazolványt 14 éves kortól kötelező beszerezni. Bár a külföldön tartózkodó román állampolgárok mentesülnek a személyazonosító igazolvány kiváltása alól, ha ideiglenes tartózkodási helyet kívánnak létesíteni Romániában, akkor ideiglenes személyazonosító okmányt (románul: Carte de identitate provizorie) igényelhetnek, amely egy évig érvényes, viszont megújítható.

## Galéria

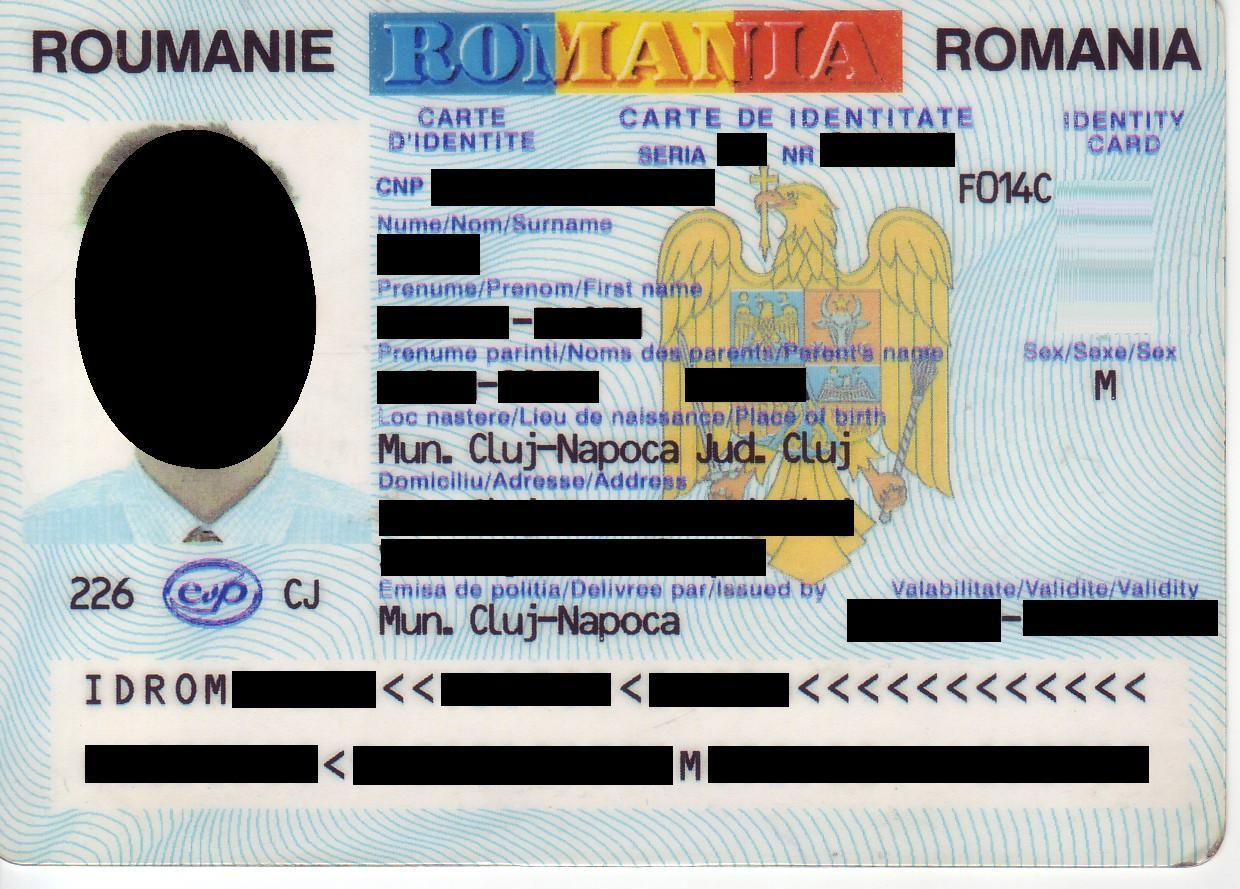
A román személyi igazolvány. Ez a régi, amikor az országkód még ROM volt, és nem ROU, mint jelenleg.
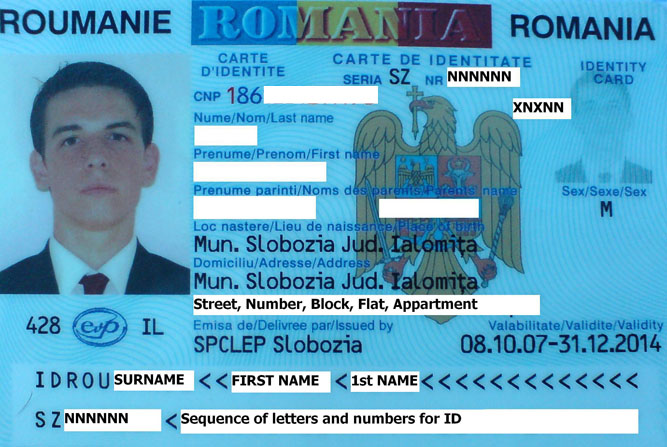
A román személyi igazolvány. Ez az új, ROU országkóddal.
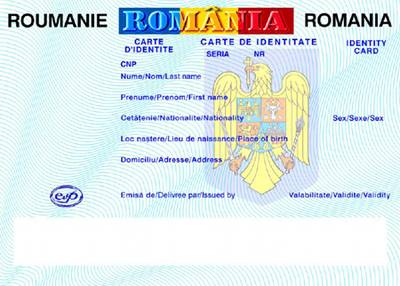
A 2009-től kiadott minta, amely a román állampolgárságot határozza meg.
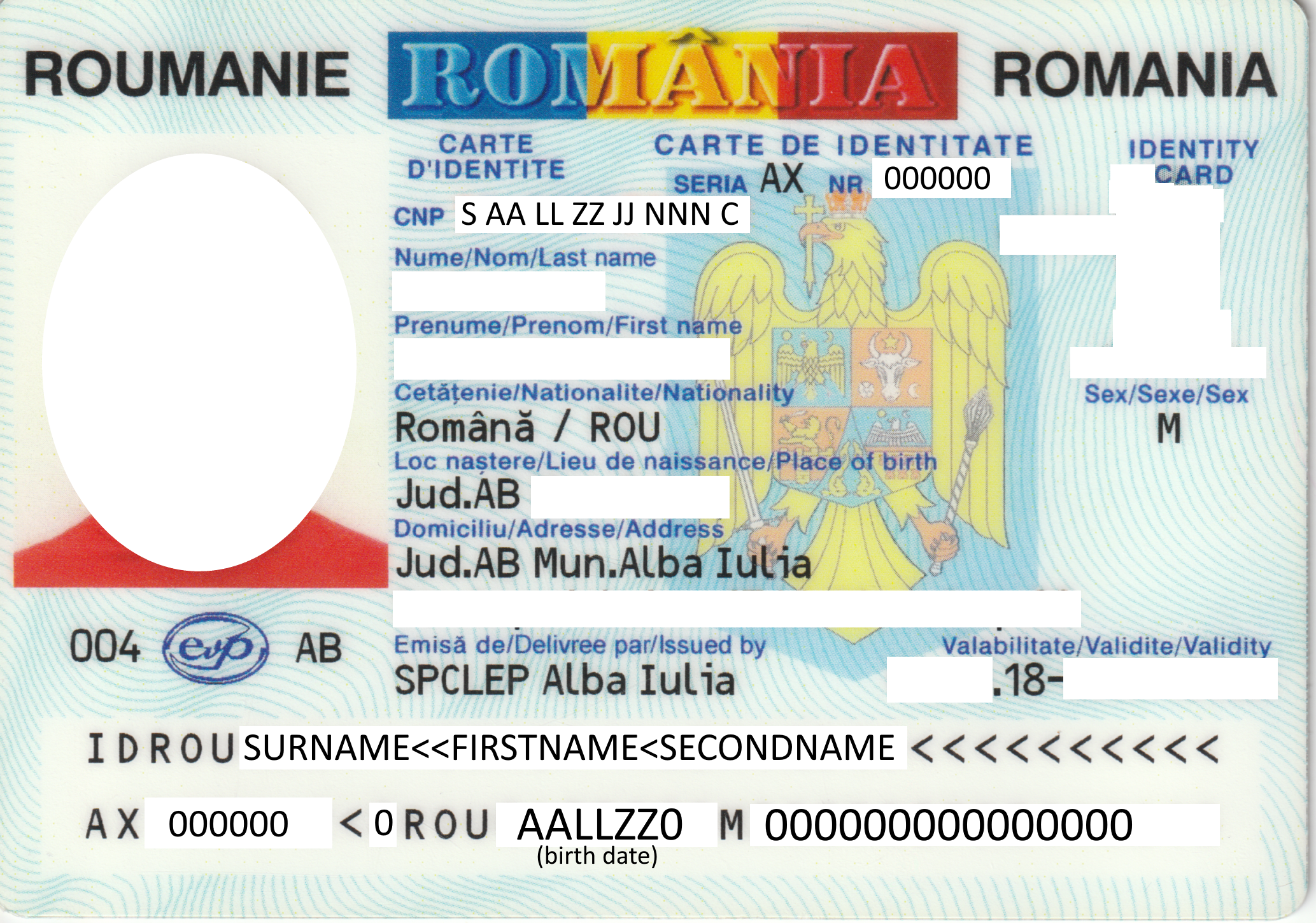
A román személyi igazolvány. A 2018-ban kiadott igazolványon Románia új címere látható, a sas fején a koronával.

## Fordítás
Ez a szócikk részben vagy egészben  a   Romanian identity card című angol Wikipédia-szócikk ezen változatának fordításán alapul.  Az eredeti cikk szerkesztőit annak laptörténete sorolja fel. Ez a jelzés csupán a megfogalmazás eredetét és a szerzői jogokat jelzi, nem szolgál a cikkben szereplő információk forrásmegjelöléseként.